# Raymond Guevara
Raymond Louis Guevara (Carolina, Puerto Rico, 16 de diciembre de 1995) es un predicador evangélico y ex-cantante de trap y reggaeton puertorriqueño. Comenzó su carrera en 2015 bajo el seudónimo Lary Over dentro del movimiento del trap latino, alcanzando notoriedad con canciones como «Sola», «Snapchat» y «Súbete». En 2016 firmó con el sello Carbon Fiber Music y en 2018 lanzó su primer álbum de estudio, El Wason BB. A lo largo de su carrera, colaboró con artistas reconocidos como Farruko, Anuel AA y El Alfa. Su estilo musical se caracterizó por el uso de temáticas explícitas y una estética influenciada por el rap estadounidense.
En 2021 anunció su retiro de la música secular tras un proceso personal vinculado a su conversión al cristianismo. Desde entonces, se ha dedicado a la predicación y a compartir su testimonio en redes sociales y eventos cristianos, dejando de lado su actividad musical anterior. Su transformación pública ha sido objeto de atención en plataformas digitales, donde ahora promueve contenidos centrados en la fe, el arrepentimiento y la vida cristiana.

## Biografía

### Primeros años y carrera musical
Nació el 16 de diciembre de 1995 en Carolina, municipio situado en la costa noreste del Estado Libre Asociado de Puerto Rico. Fue criado en un entorno familiar cercano a la cultura urbana, lo que influyó en su interés por la música desde temprana edad. Durante su adolescencia, comenzó a componer canciones y a grabarlas de manera independiente. Utilizó plataformas como YouTube y SoundCloud para compartir su música, lo que le permitió ganar visibilidad en la escena musical. Su estilo se caracterizó por la influencia de géneros como el trap y el reguetón, y sus letras reflejaban la realidad de la juventud urbana en Puerto Rico.
Comenzó su carrera musical en 2015, integrándose al emergente movimiento del trap latino en Puerto Rico. Desde sus primeros lanzamientos, se destacó por su estilo influenciado por el rap estadounidense y el uso de temáticas explícitas, características propias del trap. Su música, marcada por letras directas y una estética cruda, resonó con una audiencia joven, lo que le permitió ganar popularidad rápidamente. En 2016, firmó con el sello discográfico Carbon Fiber Music, lo que le dio mayor visibilidad y proyección en la industria. Durante este tiempo, lanzó sencillos exitosos como «Sola», «Snapchat» y «Súbete», que se convirtieron en éxitos dentro del género urbano, y colaboró con artistas prominentes, lo que expandió su audiencia a nivel nacional e internacional. Guevara lanzó su primer álbum de estudio, El Wason BB (2018), que incluyó varias de sus canciones más populares y consolidó su presencia en la escena del trap. Aunque el álbum recibió críticas mixtas, fue bien recibido por sus seguidores y consolidó su estatus dentro de la música urbana. Durante su carrera, Raymond fue reconocido por su habilidad para conectar con la juventud urbana y por su capacidad para colaborar con figuras clave del género.

### Conversión y actividad pastoral
En 2021, Raymond Louis Guevara anunció públicamente su conversión al cristianismo, marcando un punto de inflexión en su vida personal y profesional. Según sus propias declaraciones, el proceso fue resultado de una búsqueda interna y una serie de experiencias que lo llevaron a replantear sus prioridades y creencias. Su decisión de dejar la música urbana estuvo vinculada a un cambio en su cosmovisión, alejándose del contenido explícito que caracterizó su etapa artística para adoptar una vida centrada en principios cristianos. Desde entonces, ha expresado que su objetivo es compartir su testimonio y servir como guía espiritual para otros, en el marco de su nueva fe.
«Pues como le pasó a Pablo: iba de camino a Damasco y chocó con Jesús. Yo iba camino a hacer mis cosas y choqué con Jesús, choqué con la verdad».
Tras su retiro, Guevara comenzó a desempeñarse como predicador evangélico. Ha participado en cultos y eventos religiosos en distintas localidades de Estados Unidos, especialmente en Jacksonville, Florida. A través de sus redes sociales, difunde mensajes bíblicos, reflexiones y enseñanzas dirigidas a sus seguidores. Desde diciembre de 2023, dirige el programa Hora de Salvación, espacio orientado a interpretaciones de pasajes bíblicos, con el propósito de fortalecer su labor ministerial en el ámbito digital.[cita requerida]